# Gibbs (Missouri)
Gibbs és una població dels Estats Units a l'estat de Missouri. Segons el cens del 2000 tenia 100 habitants.

## Demografia
Segons el cens del 2000, Gibbs tenia 100 habitants, 34 habitatges, i 28 famílies. La densitat de població era de 154,4 habitants per km².
Dels 34 habitatges en un 35,3% hi vivien nens de menys de 18 anys, en un 58,8% hi vivien parelles casades, en un 17,6% dones solteres, i en un 17,6% no eren unitats familiars. En el 17,6% dels habitatges hi vivien persones soles el 2,9% de les quals corresponia a persones de 65 anys o més que vivien soles. El nombre mitjà de persones vivint en cada habitatge era de 2,94 i el nombre mitjà de persones que vivien en cada família era de 3,29.
Per edats la població es repartia de la següent manera: un 32% tenia menys de 18 anys, un 7% entre 18 i 24, un 30% entre 25 i 44, un 22% de 45 a 60 i un 9% 65 anys o més.
L'edat mediana era de 32 anys. Per cada 100 dones de 18 o més anys hi havia 112,5 homes.
La renda mediana per habitatge era de 23.611 $ i la renda mediana per família de 23.889 $. Els homes tenien una renda mediana de 21.250 $ mentre que les dones 13.750 $. La renda per capita de la població era de 9.368 $. Entorn del 20% de les famílies i el 37,1% de la població estaven per davall del llindar de pobresa.

## Poblacions més properes
El següent diagrama mostra les poblacions més properes.